# Не називай мене маленькою
«Не називай мене маленькою» (англ. Barb Wire) — фантастичний бойовик 1996 року, знятий на основі коміксів з однойменною назвою видавництва Dark Horse Comics.

## Сюжет
Постапокаліптичне майбутнє, 2017 рік. Америка спустошена після громадянської війни. Країною керують тирани, які пригнічують населення. У містечку Стіл-Харбор знайшла притулок Барб, яка пройшла через війну, а тепер відкрила клуб, але продовжує працювати найманою вбивцею на себе. Її черговою жертвою виявився один із борців опору, який мав переправити їхню очільницю Кору.
Влада знає про пластичну операцію Кори, єдина можливість — сканування сітківки очей. Аксель, який супроводжував очільницю, звертається за допомогою до Барб. Жінка веде подвійну гру, але смерть брата Чарлі змушує помститися владі. Барб дістає необхідні лінзи та переправляє Кору з Акселем до Канади.

## У ролях
| Актор            | Роль              |
| ---------------- | ----------------- |
| Памела Андерсон  | Барб              |
| Темуера Моррісон | Аксель Гуд        |
| Вікторія Ровелл  | Кора Д.           |
| Джек Ноусворті   | Чарлі Копетскі    |
| Ксандер Берклі   | Александер Вілліс |
| Удо Кір          | Карлі             |
| Стів Рейлсбек    | полковник Прайзер |
| Ніколас Ворт     | Рубен Тентенбаум  |
| Клінт Говард     | Шмітц             |
| Дженніфер Банко  | Спайк             |

## Створення фільму

### Виробництво
Зйомки проходили в Лонг-Бічі та Паскаґулі, США.

### Знімальна група
- Кінорежисер — Девід Хоган
- Сценаристи — Кріс Варнер, Чак Пфаррер, Айлін Чайкен
- Кінопродюсери — Тодд Моєр, Майк Річардсон, Бред Ваймен
- Композитор — Мішель Коломб'є
- Кінооператор — Рік Бота
- Кіномонтаж — Пітер Шинк
- Художник-постановник — Жан-Філіппе Карп
- Артдиректор — Дінс Даніельсен
- Художник-декоратор — Ліза Робін Дойч
- Художник-костюмер — Розанна Нортон
- Підбір акторів — Рік Монтгомері, Ден Парада[2]

## Сприйняття

### Критика
Фільм отримав негативні відгуки. На сайті Rotten Tomatoes оцінка стрічки становить 28 % на основі 36 відгуків від критиків (середня оцінка 3,8/10) і 14 % від глядачів із середньою оцінкою 1,8/5 (47 321 голос). Фільму зарахований «гнилий помідор» від кінокритиків та «розсипаний попкорн» від глядачів, Internet Movie Database — 3,2/10 (22 532 голоси), Metacritic — 40/100 (14 відгуків критиків) і 6,9/10 (38 відгуків від глядачів).

### Номінації та нагороди
| Нагороди та номінації фільму «Не називай мене маленькою» | Нагороди та номінації фільму «Не називай мене маленькою» | Нагороди та номінації фільму «Не називай мене маленькою» | Нагороди та номінації фільму «Не називай мене маленькою» | Нагороди та номінації фільму «Не називай мене маленькою» | Нагороди та номінації фільму «Не називай мене маленькою» |
| Рік                                                      | Кінофестиваль/кінопремія                                 | Категорія/нагорода                                       | Номінант                                                 | Результат                                                |                                                          |
| -------------------------------------------------------- | -------------------------------------------------------- | -------------------------------------------------------- | -------------------------------------------------------- | -------------------------------------------------------- | -------------------------------------------------------- |
| 1997                                                     | Кінонагороди MTV                                         | Найкраща бійка                                           | Памела Андерсон                                          | Номінація                                                |                                                          |
| 1997                                                     | Золота малина                                            | Найгірша нова зірка                                      | Памела Андерсон                                          | Перемога                                                 |                                                          |
| 1997                                                     | Золота малина                                            | Найгірший фільм                                          | Тодд Моєр, Майк Річардсон, Бред Ваймен                   | Номінація                                                |                                                          |
| 1997                                                     | Золота малина                                            | Найгірша акторка                                         | Памела Андерсон                                          | Номінація                                                |                                                          |
| 1997                                                     | Золота малина                                            | Найгірша екранна пара                                    | Памела Андерсон                                          | Номінація                                                |                                                          |
| 1997                                                     | Золота малина                                            | Найгірший сценарій                                       | Чак Пфаррер, Айлін Чайкен                                | Номінація                                                |                                                          |
| 1997                                                     | Золота малина                                            | Найгірша оригінальна пісня                               | Томмі Лі                                                 | Номінація                                                |                                                          |